# Boromys offella
Boromys offella је изумрла врста глодара из породице Echimyidae. 

## Распрострањење
Ареал врсте је био ограничен на једну државу. Куба је била једино познато природно станиште врсте.

## Станиште
Врста је била присутна на подручју острва Куба. 

## Угроженост
Ова врста је изумрла, што значи да нису познати живи примерци.